# Astropecten fragilis
Astropecten fragilis is een kamster uit de familie Astropectinidae.
De wetenschappelijke naam van de soort werd in 1870 gepubliceerd door Addison Emery Verrill.